# Sheopur (huyện)
Huyện Sheopur là một huyện thuộc bang Madhya Pradesh, Ấn Độ. Thủ phủ huyện Sheopur đóng ở Sheopur. Huyện Sheopur có diện tích 6585 ki lô mét vuông. Đến thời điểm năm 2001, huyện Sheopur có dân số 559715 người.